# Международная федерация шашек
Международная федерация шашек (англ. International Draughts Federation, IDF) — международная спортивная организация, созданная для развития различных видов шашек на 64-клеточной доске в мире.
Занимается популяризацией шашек, организацией различных международных соревнований, в том числе чемпионатов мира по шашкам-64. Основана 12 июля 2012 года в г. Балчик, Болгария.

## История
Шашки — древняя интеллектуальная игра, распространенная во всем мире и имеющая более чем 3500-летнюю историю.
Различные варианты шашек на традиционной, 64-клеточной доске представлены практически во всех странах мира, но до недавнего времени они не имели собственной международной организации, представляющей интересы шашек на 64-клеточной доске и занимающейся их развитием на международном уровне.
Для развития шашек на 64-клеточной доске в мире с 1992 года во Всемирной федерации шашек ФМЖД функционировала Секция-64. В 2002 году, после присоединения к ФМЖД чеккерса, Секция-64 занималась развитием русских и бразильских шашек. В процессе её деятельности для полноценного функционирования, успешного решения организационных и финансовых вопросов назрела необходимость получения юридического статуса.
Исполком Секции-64 ФМЖД, федерации шашек России и Молдовы выступили инициаторами создания Международной федерации шашек для объединения и полноценного развития различных видов шашек на 64-клеточной доске в мире, защиты их интересов в различных международных организациях.
Учредительная конференция состоялась 12 июля 2012 года в г. Балчик, Болгария, во время проведения чемпионата мира по шашкам-64 среди юношей и девушек.
Учредителями Международной федерации шашек выступили Федерации шашек Болгарии, Молдовы, России и Узбекистана.
Президентом Международной федерации шашек избран Владимир Олегович Лангин (Санкт-Петербург, Россия).
Международная федерация шашек официально зарегистрирована в Болгарии 5 июня 2013 года.
До 11 октября 2015 года Международная федерация шашек являлась юридическим лицом Секции-64 ФМЖД согласно решению Генеральной Ассамблеи Секции-64 ФМЖД, которая состоялась 14 сентября 2012 г., в г. Евпатория, Украина.
После генеральной Ассамблеи ФМЖД, прошедшей 11 октября 2015 года в Измире, Турция, Секция-64 ФМЖД, представленная Международной федерацией шашек, вышла из состава ФМЖД и продолжила свою работу как самостоятельная организация под брендом Международной федерации шашек.
16 октября 2015 года Международная федерация шашек принята в члены ТАФИСА.
Всего в официальных соревнованиях международной федерации шашек в 2016 году приняли участие более 1000 игроков из 50 стран.

## Руководящие органы
Руководящими органами Международной федерации шашек являются Общее собрание (Генеральная Ассамблея) и Правление.
Официальными деятелями Международной федерации шашек являются президент, вице-президенты, генеральный секретарь, казначей, которые избираются Генеральной ассамблеей сроком на 4 года.

### Правление
В 2018 году был избран следующий состав:
- Президент — Лангин Владимир (Россия)

- Вице-президент — Андрей Агапов (Россия)

- Вице-президент — Юнус Аминджонов (Узбекистан)

- Вице-президент — Юрий Гольдштейн (Израиль)

- Вице-президент — Арно Уутма (Эстония)

- Вице-президент — Нкхома Сузго Альфа (Малави)

- Вице-президент — Александр Кац (США)

- Казначей — Кирилл Хайнюк (Беларусь)

- Генеральный секретарь — Антонина Лангина (Россия)

- Директор турниров — Александр Никифоров (Россия)

- Руководитель комиссии игроков — Дмитрий Цинман (Россия)

## Деятельность
Международная федерация шашек проводит чемпионаты мира среди мужчин, женщин, юношей, девушек, ветеранов, команд.
Чемпионаты мира среди мужчин и женщин проводятся в нечетные годы.
Чемпионаты мира среди юношей, девушек, ветеранов и команд проводятся ежегодно.
Чемпионаты среди юношей и девушек проводятся в шести возрастных группах:
1. Юниоры — 23 года и моложе (с 2017 года 26 лет и моложе)
2. Юниоры — 19 лет и моложе
3. Кадеты — 16 лет и моложе
4. Младшие кадеты — 13 лет и моложе
5. Надежды — 10 лет и моложе
6. Юные надежды — 8 лет и моложе

Чемпионаты среди ветеранов проводятся в возрастных группах:
1. Ветераны мужчины — 50 лет и старше
2. Ветераны мужчины — 60 лет и старше
3. Ветераны женщины — 50 лет и старше

В 2016 году шашки-64 были впервые представлены на Всемирных спортивных играх ТАФИСА в Джакарте (Индонезия).
В 2016 году шашки-64 были впервые представлены в VI Международных спортивных играх «Дети Азии».
Ежегодно в 6-7 этапов проводится Кубок мира. В рамках Кубка мира проходят соревнования по бразильским, итальянским, русским, чешским и португальским шашкам.
В 2016 году 7 этапов Кубка мира прошли в России, Италии, Франции, Португалии и Израиле. В соревнованиях приняли участие более 250 спортсменов из 38 стран.
Под эгидой Международной федерации шашек проводятся континентальные чемпионаты.
Чемпионаты Европы среди мужчин и женщин проводятся в чётные годы.
Чемпионаты Европы среди юношей и девушек проводятся ежегодно.
Чемпионаты Азии проводятся совместно с Азиатской конфедерацией шашек.
В 2016 году в столице Замбии Лусаке был проведён первый чемпионат Африки.
В 2018 году в городе Блантайр (Малави) был проведен второй чемпионат Африки.
В 2018 году в г. Монтего-Бэй (Ямайка) состоялся первый Чемпионат Пан Америки.
Под эгидой международной федерации шашек в разных странах ежегодно проводятся различные международные турниры по шашкам-64.